# Экзархат
Экзарха́т (от греч. ἔξαρχος «внешняя власть») — в Византии в конце VI-VII веков административно-территориальная единица, наместничество за пределами митрополии.
В современном православии и католицизме восточных обрядов — особая административно-территориальная единица, зарубежная по отношению к основной церкви, либо специально созданная для окормления верующих данного обряда в особых условиях.

## Православные экзархаты
Экзархаты первоначально (Равеннский и Карфагенский) были созданы на западе Византийской империи на землях, отвоёванных у варваров. Особое положение этих районов требовало создания здесь милитаризованного и централизованного управления: экзархи (наместники) возглавляли и военные силы, и гражданскую администрацию экзархата. Иногда экзархаты рассматриваются византинистами как прообраз фемы.
Сейчас термин обозначает зарубежную по отношению к государству того или иного патриарха административно-территориальную единицу в данной православной Церкви во главе с экзархом. Экзарх является наместником патриарха, в его подчинении могут находиться епископы и митрополиты.
В Российской империи в синодальный период существовал Грузинский экзархат, образованный в 1811 году. В 1917 году после одностороннего ухода из юрисдикции Русской православной церкви грузинских приходов он был преобразован в Кавказский экзархат, упразднённый в 1920 году. В 1789-1792 и 1808-1812 годах существовал Молдо-Влахийский экзархат.
В советское время в составе Русской православной церкви находились: Украинский экзархат (1921—1939, 1945—1990); Западноевропейский экзархат (1931—1990); Прибалтийский экзархат (1941—1944); Североамериканский экзархат (1933—1954), потом Экзархат Северной и Южной Америки (1954—1970), затем Экзархат Центральной и Южной Америки (1970—1990); Среднеевропейский экзархат (1946—1948, 1960—1990); Восточноазиатский экзархат (1946—1962).
На начало 2024 года в Русской православной церкви существуют:
- Белорусский экзархат (образован в 1989 году)
- Экзархат Западной Европы (образован в 2018 году)
- Экзархат Юго-Восточной Азии (образован в 2018 году)
- Экзархат Африки (образован в 2021 году)

Несмотря на то, что титул большинства правящих митрополитов православных церквей греческой традиции включает слова «ипертим и экзарх» (такой-то территории) в границах управляемой ими епархии, например, «митрополит Карфагенский, ипертим и экзарх Северной Африки», никаким реальным экзархатом они не управляют. Исключение составляет Патмосский экзархат в Константинопольской православной церкви, управляемый игуменом монастыря Иоанна Богослова.
Также в составе Константинопольского патриархата существовал Западноевропейский экзархат русской традиции, образованный в 1931 году приходами, вышедшими из юрисдикции Русской церкви (статус экзархата действовал в 1931—1965 и 1999—2018 годах).

## Католические экзархаты
В истории было несколько примеров, когда титул экзарха присваивался епископу латинского обряда. Так в 1157 году архиепископ Лиона стал экзархом Бургундии. Однако, впоследствии на Западе термин «экзарх» был полностью вытеснен термином апостольский викарий. В настоящее время экзархаты существуют только в восточнокатолических церквях.
Восточнокатолические экзархаты делятся на апостольские, патриаршие и архиепископские. Апостольский экзархат образуется Папой, во главе его обязательно стоит епископ, однако экзархат не возводится в статус епархии. Часто апостольские экзархаты образуются на территориях, оторванных от центра конкретной Восточнокатолической церкви, но с существенным населением, исповедующим данный восточный обряд (например, экзархат Армянской католической церкви в Америке, экзархат Украинской грекокатолической церкви (УГКЦ) в Великобритании, созданный в 2014 году Крымский экзархат католической церкви византийского обряда, напрямую подчинённый Государственному секретариату Святого Престола и другие).
Патриаршие и архиепископские экзархи назначаются главами восточнокатолических церквей — патриархами и верховными архиепископами. Эти экзархаты образуются на территориях традиционного распространения данного обряда, их главой необязательно является епископ; они могут быть суффраганными по отношению к архиепархии, а могут подчиняться напрямую патриарху или верховному архиепископу.
По состоянию на апрель 2022 года в восточнокатолических церквях насчитывается 14 апостольских экзархатов (в том числе ныне вакантный апостольский экзархат Российской грекокатолической церкви), 10 — патриарших и 5 архиепископских (все пять в УГКЦ).